# Bayern Rundfahrt 1998
La Bayern Rundfahrt 1998, decima edizione della corsa, si svolse dal 26 al 31 maggio su un percorso di 904 km ripartiti in 5 tappe e un cronoprologo, con partenza a Lohr am Main e arrivo a Berchtesgaden. Fu vinta dal norvegese Steffen Kjærgaard del Team Chicky World davanti al belga Axel Merckx e allo spagnolo Daniel Atienza.

## Tappe
| Tappa  | Data      | Percorso                                        | km  | Vincitore di tappa | Leader cl. generale |
| ------ | --------- | ----------------------------------------------- | --- | ------------------ | ------------------- |
| Prol.  | 26 maggio | Lohr am Main > Lohr am Main (cron. individuale) | 5   | Dirk Müller        | Dirk Müller         |
| 1ª     | 27 maggio | Lohr am Main > Staffelstein                     | 218 | Erik Zabel         | Dirk Müller         |
| 2ª     | 28 maggio | Staffelstein > Kulmbach                         | 143 | Dirk Müller        | Dirk Müller         |
| 3ª     | 29 maggio | Kulmbach > Roding                               | 224 | Axel Merckx        | Dirk Müller         |
| 4ª     | 30 maggio | Roding > Burghausen                             | 184 | Erik Zabel         | Dirk Müller         |
| 5ª     | 31 maggio | Burghausen > Berchtesgaden                      | 130 | Steffen Kjærgaard  | Steffen Kjærgaard   |
| Totale | Totale    | Totale                                          | 904 |                    |                     |

## Dettagli delle tappe

### Prologo
- 26 maggio: Lohr am Main > Lohr am Main (cron. individuale) – 5 km

| Pos. | Corridore         | Squadra       | Tempo |
| ---- | ----------------- | ------------- | ----- |
| 1    | Dirk Müller       | Telekom       | 5'37" |
| 2    | Steffen Kjærgaard | Chicky World  | a 3"  |
| 3    | Andrea Dolci      | Cantina Tollo | a 10" |

| Pos. | Corridore   | Squadra | Tempo |
| ---- | ----------- | ------- | ----- |
| 1    | Dirk Müller | Telekom | 5'37" |

### 1ª tappa
- 27 maggio: Lohr am Main > Staffelstein – 218 km

| Pos. | Corridore      | Squadra    | Tempo    |
| ---- | -------------- | ---------- | -------- |
| 1    | Erik Zabel     | Telekom    | 5h31'25" |
| 2    | Søren Petersen | Acceptcard | s.t.     |
| 3    | Mirco Crepaldi | Polti      | s.t.     |

| Pos. | Corridore   | Squadra | Tempo    |
| ---- | ----------- | ------- | -------- |
| 1    | Dirk Müller | Telekom | 5h37'01" |

### 2ª tappa
- 28 maggio: Staffelstein > Kulmbach – 143 km

| Pos. | Corridore         | Squadra | Tempo    |
| ---- | ----------------- | ------- | -------- |
| 1    | Dirk Müller       | Telekom | 3h09'02" |
| 2    | Fabio Sacchi      | Polti   | a 34"    |
| 3    | Sebastian Siedler |         | s.t.     |

| Pos. | Corridore   | Squadra | Tempo |
| ---- | ----------- | ------- | ----- |
| 1    | Dirk Müller | Telekom |       |

### 3ª tappa
- 29 maggio: Kulmbach > Roding – 224 km

| Pos. | Corridore       | Squadra | Tempo    |
| ---- | --------------- | ------- | -------- |
| 1    | Axel Merckx     | Polti   | 5h24'09" |
| 2    | Erik Zabel      | Telekom | a 8"     |
| 3    | Patrick Tolhoek |         | s.t.     |

| Pos. | Corridore   | Squadra | Tempo     |
| ---- | ----------- | ------- | --------- |
| 1    | Dirk Müller | Telekom | 14h10'35" |

### 4ª tappa
- 30 maggio: Roding > Burghausen – 184 km

| Pos. | Corridore         | Squadra | Tempo    |
| ---- | ----------------- | ------- | -------- |
| 1    | Erik Zabel        | Telekom | 5h03'38" |
| 2    | Miguel Ángel Meza |         | s.t.     |
| 3    | Fabio Sacchi      | Polti   | s.t.     |

| Pos. | Corridore   | Squadra | Tempo     |
| ---- | ----------- | ------- | --------- |
| 1    | Dirk Müller | Telekom | 19h14'13" |

### 5ª tappa
- 31 maggio: Burghausen > Berchtesgaden – 130 km

| Pos. | Corridore         | Squadra      | Tempo    |
| ---- | ----------------- | ------------ | -------- |
| 1    | Steffen Kjærgaard | Chicky World | 3h18'21" |

| Pos. | Corridore         | Squadra      | Tempo     |
| ---- | ----------------- | ------------ | --------- |
| 1    | Steffen Kjærgaard | Chicky World | 22h33'04" |
| 2    | Axel Merckx       | Polti        | a 19"     |
| 3    | Daniel Atienza    | Polti        | a 46"     |

## Classifiche finali

### Classifica generale
| Pos. | Corridore          | Squadra         | Tempo     |
| ---- | ------------------ | --------------- | --------- |
| 1    | Steffen Kjærgaard  | Chicky World    | 22h33'04" |
| 2    | Axel Merckx        | Team Polti      | a 19"     |
| 3    | Daniel Atienza     | Team Polti      | a 46"     |
| 4    | Cristian Gasperoni | Amore & Vita    | a 51"     |
| 5    | Andrea Dolci       | Cantina Tollo   | a 1'41"   |
| 6    | Torsten Schmidt    | Chicky World    | a 2'00"   |
| 7    | Dennis Rasmussen   | Chicky World    | a 2'19"   |
| 8    | Patrick Tolhoek    |                 | a 2'21"   |
| 9    | Jörg Jaksche       | Team Polti      | a 2'31"   |
| 10   | Sven Montgomery    | Post Swiss Team | a 2'41"   |